# Kulkegraben
Der Kulkegraben oder Kulkebach ist ein über 3 km langes linkes Nebengewässer der Oker, das durch den Braunschweiger Ortsteil Leiferde in der Okeraue verläuft und mehrere Feldgräben vom östlichen Hang des Thieder Lindenbergs aufnimmt.

## Geographie

### Verlauf
Einer der den Kulkegraben bildenden Feldgräben beginnt nordöstlich eines Baggersees im Salzgitteraner Ortsteil Thiede, der unmittelbar östlich der Bahnstrecke Leiferde–Salzgitter-Bad liegt. Dieser Graben verläuft geradlinig und rechtwinklig durch die Feldmark und bildet abschnittsweise die Gemeindegrenze zwischen Braunschweig und Salzgitter. Er liegt fast ausschließlich auf Braunschweiger Gebiet, knickt an der Bahnstrecke Braunschweig–Bad Harzburg nach Norden ab, wird von dieser überquert und fließt weiter nach Nordosten Richtung Verbindungsstraße Leiferde-Groß Stöckheim (Kreisstraße 66). Nach deren Unterquerung strebt er Richtung Oker, knickt nach Norden ab und verläuft im Weiteren geradlinig nahezu parallel zur Straße bis zum Ort. Ab diesem Abschnitt in der Okeraue führt er ganzjährig Wasser und wird er auf den Karten als Kulkegraben bezeichnet. Auf älteren Karten ist auch Kulkebach überliefert.
Er passiert den Siedlungsbereich Leiferdes am Ostrand, wo er an einem Regenrückhaltebecken abknickt und später von der Straße Fischerbrücke überquert wird. Geradlinig verläuft er am Eutschenwinkel durch den Kulkebruch zur Oker. Von links nimmt er auf Höhe der ehemaligen Kläranlage einen Entwässerungsgraben aus dem Siedlungsgebiet Hahnenkamp auf. An seiner Mündung wird er von einer Fußgängerbrücke überquert.

### Name
Der Name Kulk leitet sich von Kolk, einer Bezeichnung für ein Wasserloch ab. Dieses entsteht regelmäßig unterhalb von Wehren, wenn das herabstürzende Wasser den Grund ausspült und eine deutliche Verbreiterung des Gewässers bewirkt. Da der Graben der früheren Mühle zufloss, darf eine Übertragung des Namens vom Kolk auf den Bach vermutet werden.

## Gewässerqualität und Hochwasserschutz
Bis etwa 2000 war der Kulkegraben die Vorflut für die Leiferder Kläranlage und entsprechend biologisch belastet. Die Kläranlage wurde durch ein Abwasserpumpwerk ersetzt, dessen Druckleitung parallel zum Graben verläuft und an der Oker gedükert wird.
Die Gewässerqualität ist 2011 vom Institut für Geoökologie der TU Braunschweig im Auftrag der Stadtentwässerung Braunschweig für die unteren 1.190 Meter seines Verlaufs untersucht worden. Der Bach wird als strömungsarm und seine Strukturgüte als mäßig bis stark beeinträchtigt bewertet.
In den Graben mündet der Sammler des Oberflächenwassers aus der Siedlung am Hahnenkamp, der an seiner Einmündung durch eine Froschklappe gegen eindringendes Hochwasser geschützt wird. Seit 2014 wird das Baugebiet Rapskamp in der Nähe erschlossen. Im Zuge der Erschließung ist am Hahnenkamp ein Regenwasserpumpwerk errichtet worden, das das anfallende Oberflächenwasser in den Sammler fördert und diesen gegen die Siedlung abschirmt und vor Hochwasser schützt.